# パラフォクシアナ図書館
パラフォクシアナ図書館（パラフォクシアナとしょかん、スペイン語: Biblioteca Palafoxiana）は、メキシコのプエブラ歴史地区にある図書館。1646年に設立された、アメリカ州最古の公共図書館であり、15-20世紀にわたる45000冊以上の書物を所蔵している。2005年にUNESCOの世界の記憶に登録された。

## 歴史

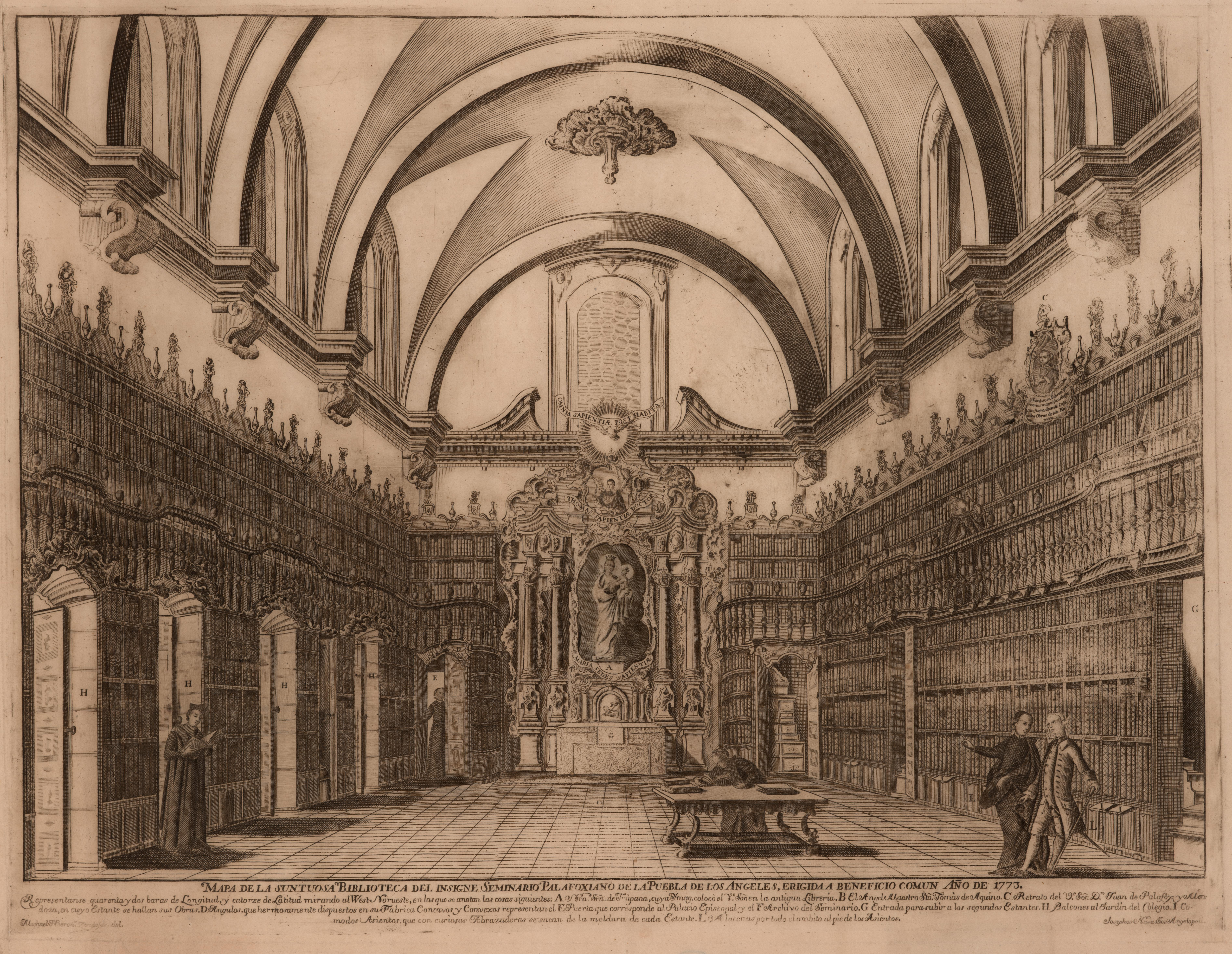
1773年のパラフォクシアナ図書館

パラフォクシアナ図書館の名前は1640年から1649年までプエブラ司教をつとめたフアン・デ・パラフォクス・イ・メンドーサに由来する。パラフォクスは書物を愛し、次のように述べたと伝えられる。
書物なしに成功する者は、慰めのない孤独にいる者、道づれなく山に登る者、杖なく道を行く者、案内なく暗闇にある者である。
1646年9月6日、パラフォクス・イ・メンドーサは自ら設立したコレヒオ・デ・サン・フアンに5000冊の書物を寄贈し、これらの書物が誰でも利用できるようにした。「この町と王国に公共図書館があり、いかなる種類の人も望むままに学ぶことができれば有益で便利になる」と彼は記している。

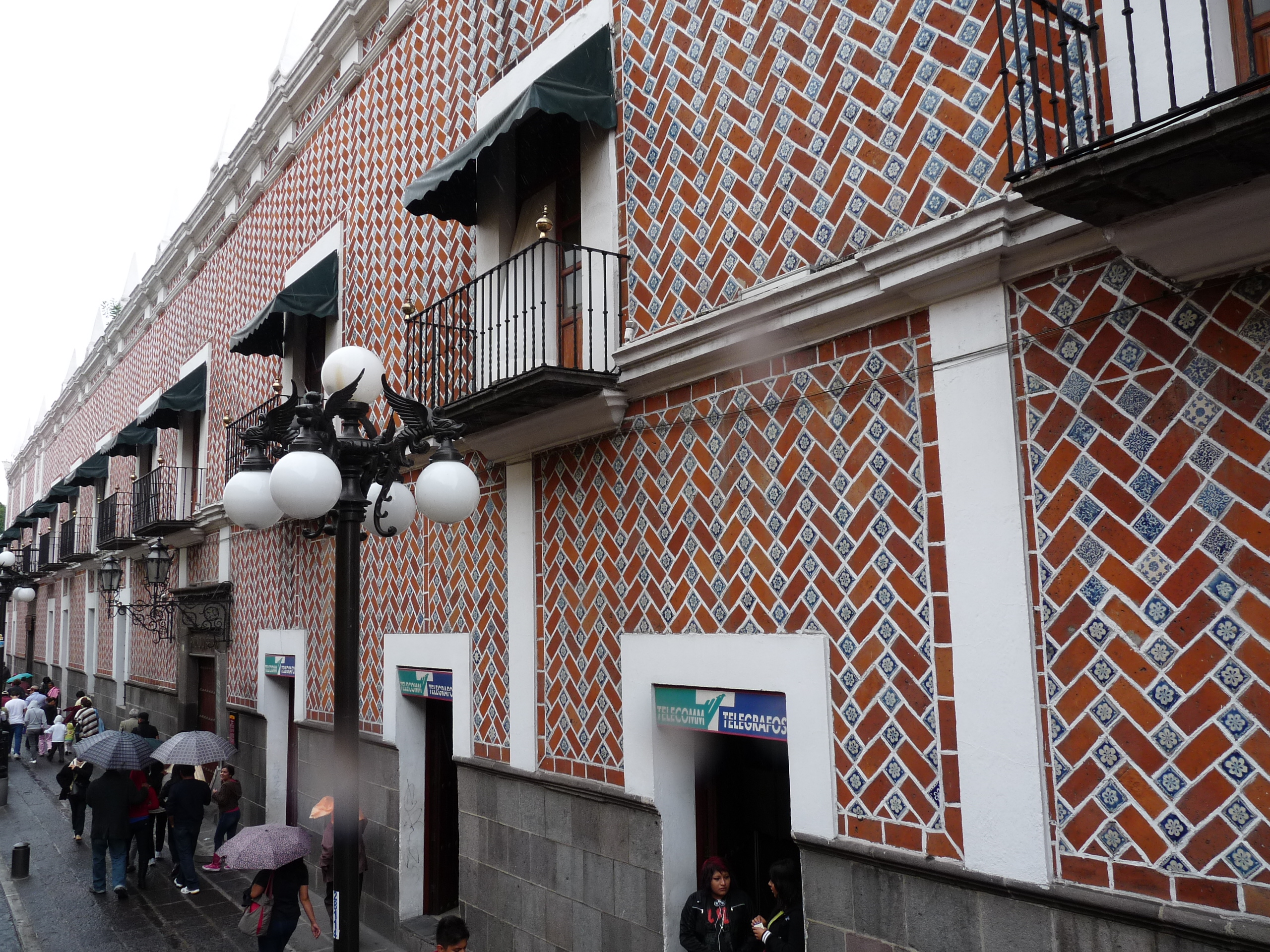
図書館のファサードは植民地時代のタラベラの陶製タイルで飾られている

100年以上後、プエブラ司教フランシスコ・ファビアン・イ・フエロ (Francisco Fabián y Fuero) は現在のパラフォクシアナ図書館の建物の建設を命じた。彼自身も書物を寄贈した。その後に司教をつとめたマヌエル・フェルナンデス・デ・サンタ・クルス、フランシスコ・パブロ・バスケス、プエブラ聖堂の主任司祭であったフランシスコ・イリゴージェンら、およびプエブラの神学校や個人によって書物が追加されていった。1767年にイエズス会が追放されたときに差し押さえられた書物も加えられている。
図書館の建物は1773年に完成し、コレヒオの2階のヴォールトをもつ長さ43メートルのホールからなる。本棚は2層が建設され、14世紀のニーノ・ピサーノによるトラーパニのマドンナ (Madonna of Trapani) のレタブロ（祭壇画）が飾られている。蔵書の増加にともない、19世紀なかばには3層めの本棚を追加する必要が生じた。
1999年に2回起きた地震で図書館の建物および本棚は大きな被害を受けた。このため2001年に復興プログラムが組まれた。
図書館の中には書誌研究所が入居しており、『Los Impresos de la Biblioteca Palafoxiana』を発行して蔵書と博物館の歴史的な価値を宣伝する責務を担っている。

## 蔵書
パラフォクシアナ図書館には15世紀から20世紀にわたる41000冊をこえる書物と写本を所蔵し、書物・写本・冊子および新聞の3種類に分類される。また9冊のインキュナブラを蔵している。最も古い書物は1493年のニュルンベルク年代記である。